# Casa de Norival de Freitas
Casa Norival de Freitas, também conhecido como Solar Notré Revê, foi construído em 1921 para servir de residência do político fluminense Norival de Freitas. Localiza-se Rua Maestro Felício Toledo, 474 - Centro, junto ao Jardim São João. 
A Secretaria Municipal de Cultura, que é a responsável pelo local, está estudando projetos para a casa  e, apesar de fechado e a edificação deteriorada, lista o imóvel no rol de espaços culturais ativos da cidade.

## Arquitetura
O prédio apresenta-se em estilo eclético romântico. A imponência da edificação em dois pavimentos é suavizada pela delicadeza dos ornamentos, plenos de curvas e guirlandas que se expandem pelas paredes e sacadas. 
Seu interior é decorado com pinturas pouchoir, revestimentos importados, caixilharias de vidros coloridos e ainda azulejaria e serralheria art nouveau. O torreão possui beiral sustentado por singulares mãos francesas em madeira. A escada de acesso e estrutura das varandas são de ferro fundido. 
Sobre a sacada, encontra-se a inscrição "Notre Rêve" (nosso sonho).ertenceu e foi mandado construir pelo estadista e vereador de Niterói Norival de Freitas. Há alguns anos, dava para ver as pinturas de suas três filhas nas paredes da varanda.

## História
O Solar foi construído em 1921 para servir de residência de Norival de Freitas, advogado e político fluminense. Desapropriado pela Prefeitura em 1979. 
Em 1983 o imóvel foi tombado pelo Instituto Estadual do Patrimônio Cultural (Inepac). 
Foi parcialmente destruído por incêndio em 1984. Em 1991, esta realizou obras de consolidação e atualmente o Núcleo de Restauração de Bens Culturais de Niterói se dedica ao projeto de restauração.
Atualmente, ele está desativado . A Secretaria Municipal de Cultura, que é a responsável pelo local, está estudando projetos para a casa  e, apesar de fechado e a edificação deteriorada, lista o imóvel no rol de espaços culturais da cidade ativos.